# Gens
Gens — вільний емулятор ігрової приставки Sega Mega Drive (також відомої як Sega Genesis) (і доповнень до неї: Sega-CD і 32x) для Windows, POSIX-систем і Xbox. Вперше з'явився у 1999 році і в цей час є одним із найкращих емуляторів цієї приставки. Написаний на 35 % на мові C/C++ і на 65 % на асемблері.

## Сумісність
Емулятор має дуже високу сумісністю.
- Sega Mega Drive — близько 93 % ігор працюють ідеально, 5-6 % з невеликими проблемами, і 1-2 % неіграбельні.
- Sega-CD — 90 %
- 32x — 75 %

## Можливості
- Збереження гри у будь-який момент.
- Підтримка Game Genie.
- Підтримка мережевої гри.
- Графічні фільтри, що згладжують зображення при збільшенні.
- Налаштування частоти звуку, стереозвук.

## Модифікації
У 2003 році загал отримав доступ до вихідного коду емулятора — він був викладений на сервісі SourceForge.net. Останньою доступною там версією є 2.12b.
Але весною 2006 року на офіційному сайті програми з'явилась версія 2.14 з невеликими доповненнями із Gens32.
У 2008 році проект знову активізувався, були усунуті деякі проблеми з інтерфейсом у Linux і подібних системах — випущені версії носять номери 2.15.
Також, на базі оригінального вихідного коду емулятора було створено кілька модифікацій (зазвичай закритих і тільки для Microsoft Windows).
- Gens Plus! — підтримка додаткових графічних фільтрів, додана емуляція Sega Master System і Sega Game Gear і безліч інших опцій.
- Gens32